# The Mountain : Une odyssée américaine
Pour les articles homonymes, voir The Mountain.
Pour plus de détails, voir Fiche technique et Distribution.
The Mountain : Une odyssée américaine (The Mountain) est un film dramatique américain réalisé par Rick Alverson, sorti en 2018. Il est présenté en compétition à la Mostra de Venise 2018.

## Synopsis
Après avoir perdu sa mère, Andy va travailler avec le Dr. Wallace Fiennes, un médecin spécialisé dans les lobotomies et les thérapies.

## Fiche technique
Sauf indication contraire, les informations mentionnées dans cette section peuvent être confirmées par la base de données cinématographiques IMDb,  présente dans la section « Liens externes ».
- Titre original : The Mountain
- Titre français : The Mountain : Une odyssée américaine
- Réalisation et scénario : Rick Alverson
- Décors : Jacqueline Abrahams
- Costumes : Elizabeth Warn
- Montage : Rick Alverson et Michael Taylor
- Photographie : Lorenzo Hagerman
- Production : Allison Rose Carter, Sarah Murphy et Ryan Zacarias
  - Coproducteur : Jon Read
- Pays d'origine :  États-Unis
- Langue originale : anglais
- Format : couleur
- Genre : drame
- Dates de sortie :
  - Mostra de Venise : août 2018
  -  France : 26 juin 2019
  -  États-Unis : 26 juillet 2019

## Distribution
- Tye Sheridan : Andy
- Jeff Goldblum : le Dr. Wallace Fiennes
- Hannah Gross : Susan
- Udo Kier : Frederick
- Denis Lavant : Jack
- Eleonore Hendricks : Grace
- Alyssa Bresnahan : Claire
- Annemarie Lawless : Vivian
- Vin Scialla : Marimba

## Accueil

### Critiques
Le site Allociné recense une moyenne des critiques presse de 2,7/5.
Pour Le Figaro, le film est « une œuvre originale, filmée au scalpel, qui brûle d’un feu glacé et peut laisser perplexe ». Pour Télérama, « Malgré une distribution bien pensée, la vie n’entre jamais dans ce film, qui finit par devenir une caricature du cinéma intellectuel et indépendant américain… d’il y a trente ans ».